# (13395) Deconihout
(13395) Deconihout est un astéroïde de la ceinture principale.

## Description
(13395) Deconihout est un astéroïde de la ceinture principale. Il fut découvert le 10 septembre 1999 à Saint-Michel-sur-Meurthe par Laurent Bernasconi. Il présente une orbite caractérisée par un demi-grand axe de 2,28 UA, une excentricité de 0,19 et une inclinaison de 3,1° par rapport à l'écliptique.

## Compléments